# کاسیدی
کاسیدی (انگلیسی: Cassidey؛ زاده ۲۴ دسامبر ۱۹۸۰) یک بازیگر پورنوگرافی اهل ایالات متحده آمریکا است.